# الانتخابات في ماليزيا

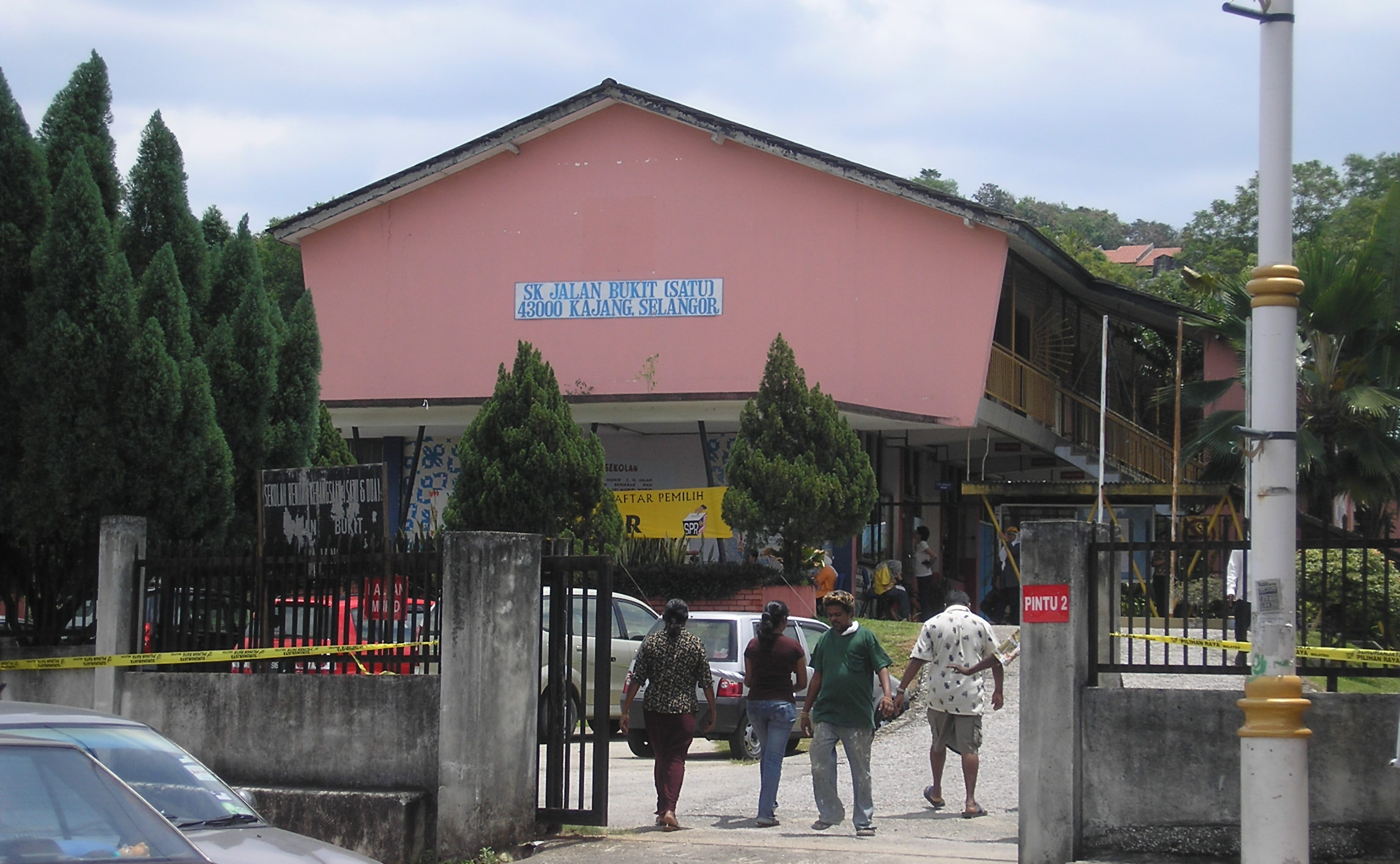
مدرسة في كاجانغ، سيلانغور، ماليزيا، مركز اقتراع للانتخابات العامة الماليزية لعام 2008.

تُجرى الانتخابات في ماليزيا على مستويين: المستوى الاتحادي ومستوى الولايات. الانتخابات على المستوى الاتحادي هي انتخابات أعضاء مجلس النواب، ديوان الرعية، في حين الانتخابات على مستوى الولايات هي انتخابات عضوية مختلف المجالس التشريعية للولايات. يُنتخب رئيسا السلطة التنفيذية على المستوى الاتحادي وعلى مستوى الولايات، وهما رئيس الوزراء والوزير الأول/منتري بسر، انتخابًا غير مباشر، ويشغل هذين المنصبين عادة عضو في ائتلاف/حزب الأغلبية في الهيئات التشريعية المعنية.
في حين أنه يجوز لأي ولاية حل مجلسها بمعزل عن البرلمان الاتحادي، فإن الممارسة التقليدية تقضي بحل معظم مجالس الولايات بالتزامن مع البرلمان، باستثناء ولايتي صباح وسراوق، على الرغم من أن هاتين الولايتين أجريتا انتخابات بالتزامن مع بقية الولايات، كما هو الحال بالنسبة لولايتي صباح بعد عام 1999، وسراوق في انتخابات 1969 و1974.

## على المستوى الاتحادي
على المستوى الاتحادي، ينتخب الناخبون مجلس النواب المؤلف من 222 عضوًا (باللغة الملايوية: ديوان الرعية، والتي تعني حرفيًا «قاعة الشعب») في برلمان من مجلسين. يُنتخب الأعضاء من دوائر انتخابية ذات عضو واحد، على أساس عدد السكان، باستخدام نظام الفوز للأكثر أصواتًا. سيشكل الحزب الذي يحظى بغالبية مجلس النواب الحكومة الاتحادية.
ينص دستور ماليزيا بإجراء انتخابات عامة مرة واحدة على الأقل كل خمس سنوات. مع ذلك، يمكن لرئيس الوزراء أن يطلب من يانغ دي-برتوان أغونغ حل البرلمان في أي وقت قبل انتهاء فترة الخمس سنوات. ينبغي إجراء انتخابات عامة في مدة لا تتجاوز شهرين في غرب ماليزيا ولا تتجاوز ثلاثة أشهر في شرق ماليزيا (ولايتي صباح وسراوق) بعد حل البرلمان.
منذ الاستقلال، كان الفائز في الانتخابات البرلمانية، على نحو دائم، هو حزب باريسان ناسيونال (الجبهة الوطنية، بي إن، المعروف سابقًا باسم حزب التحالف)، وهو ائتلاف يضم أربعة عشر حزبًا. شهدت انتخابات عام 1969 المرة الأولى التي فشل فيها حزب التحالف في الحصول على أغلبية الثلثين في البرلمان (أغلبية الثلثين هي الأغلبية المطلوبة لتمرير معظم التعديلات الدستورية)، وهو ما حدث مرة أخرى في انتخابات عامي 2008 و2013، وقد شهدت الانتخابات الأخيرة خسارة حزب باريسان ناسيونال للأصوات الشعبية مع الاحتفاظ بأغلبية المقاعد. في الانتخابات العامة في عام 2018، هزم ائتلاف باكاتان هارابان حزب باريسان ناسيونال على المستوى الاتحادي لأول مرة في التاريخ.

## على مستوى الولايات
على مستوى الولايات، ينتخب الناخبون ممثلين في ديوان أوندانغان نيغيري (الجمعية التشريعية للولاية). يتفاوت عدد الممثلين بين مختلف الولايات، إذ يصل عدد الناخبين في سراوق إلى 82 ناخبًا وعدد الناخبين في برليس إلى 15 ناخبًا. يُنتخب الأعضاء من دوائر انتخابية ذات عضو واحد، على أساس عدد السكان، باستخدام نظام الفوز للأكثر أصواتًا. عادة ما تكون الدوائر الانتخابية لمجالس الولايات أصغر حجمًا (من حيث المساحة والسكان) من الدوائر الانتخابية البرلمانية. سيشكل الحزب الذي يحطى بأغلبية مجلس الولاية حكومة الولاية.
عادة ما تُجرى انتخابات الولايات بالتزامن مع الانتخابات البرلمانية، ولكن من الممكن لكل ولاية أن تقرر متى تُجرى انتخاباتها. ذلك بسبب أن مجالس الولايات يحلها حاكم أو محافظ بناء على مشورة رئيس وزراء الولاية. على سبيل المثال، في أعقاب حالة طوارئ كلنتن عام 1977، دُعي إلى إجراء انتخابات مبكرة في ولاية كلنتن في مارس 1978، وذلك قبل أشهر من الانتخابات العامة في يوليو 1978. أحدث أمثلة على ذلك، هو إجراء الانتخابات العامة لعام 1999 للولايات الإحدى عشرة بالتزامن مع الانتخابات البرلمانية، في حين أُجريت انتخابات ولايتي صباح وسراوق في مواعيد مختلفة. في الانتخابات العامة لعامي 2004 و2008، أُجريت انتخابات ولاية صباح بالتزامن مع الانتخابات البرلمانية أيضًا، ولكن أجرت ولاية سراوق انتخابات الولاية في عامي 2006 و2011.
قبل انتخابات عام 2008، كان حزب باريسان ناسيونال وسلفه حزب التحالف يسيطران على أغلب مجالس الولايات في كل انتخابات، في حين يخسر بعض الولايات في بعض الأحيان، وأبرزها ولاية كلنتن التي كان يسيطر عليها الحزب الإسلامي الماليزي (بّي أيه أس) منذ عام 1959 إلى عام 1978 (السنوات الأربع الأخيرة كجزء من حزب باريسان ناسيونال) ومرة أخرى ابتداءً من عام 1990. كانت أسوأ نتائج التحالف في عام 1969 عندما خسر أغلبيته في ولاية فيرق وسلاغور وبينانق بالإضافة إلى ولاية كلنتن. في انتخابات عام 2008، خسر حزب باريسان ناسيونال، بالإضافة إلى ولاية كلنتن، أربع ولايات (بينانغ وقدح وفيرق وسلاغور) لصالح الائتلاف الحر لأحزاب المعارضة (المعروف فيما بعد باسم باكاتان راكيات (بّي آر)) المؤلف من حزب العمل الديمقراطي (دي أيه بّي) وحزب عدالة الشعب (بّي كيه آر). أُعيدت ولاية فيرق إلى سيطرة حزب باريسان ناسيونال في عام 2009 في أعقاب أزمة دستورية. في انتخابات عام 2013، استعاد حزب باريسان ناسيونال ولاية قدح، تاركا ولاية كلنتن وبينانق وسلاغور تحت سيطرة حزب باكاتان راكيات.
في أعقاب انتخابات عام 2018، احتفظ حزب باريسان ناسيونال بالسيطرة على ولايات برليس وباهانغ وسراوق. يحتفظ الحزب الإسلامي الماليزي بالسيطرة على ولاية كلنتن في حين حاز بالسيطرة أيضًا على ولاية ترغكانو. يحتفظ تحالف الأمل بالسيطرة على ولاية بينانق وسلاغور وحاز أيضًا بالسيطرة على ولايات قدح وفيرق ونكري سمبيلن وملقا وجوهر. سيطر تحالف غير رسمي بين حزب واريسان صباح وحزب باكاتان هارابان على ولاية صباح. ظل حزب باريسان ناسيونال يحكم ولاية سراوق، التي فاز بها في انتخابات الولاية التي جرت في عام 2016، إلى أن انسحبت أحزاب ائتلاف باريسان ناسيونال قي ولاية سراوق من الائتلاف في عام 2018، وهو ما شكل ائتلاف غا

## انتخابات الحكومة المحلية تخابات الحكومة المحلية
على الرغم من وجود انتخابات لأعضاء الحكومات المحلية، مثل انتخابات المجالس البلدية، في السابق، فإنه لا تُجرى اليوم أي انتخابات للحكومة المحلية في ماليزيا. عُلقت انتخابات الحكومات المحلية بعد المواجهة الإندونيسية الماليزية في عام 1964. لم يُرفع التعليق قط، بل أصبح ساريًا، على نحو دائم، بموجب قانون الحكم المحلي لعام 1976. بموجب القانون، أو قوانين فرادى الولايات حيثما اقتضى الأمر، تعين حكومة الولاية أعضاء الحكومات المحلية.
بعد أن أثار إم. كايفياس، الوزير ورئيس حزب الشعب التقدمي، مخاوف بشأن الحكومات المحلية في أواخر عام 2005، اقترح البعض إعادة إحياء انتخابات الحكومات المحلية. لكن في عمود رأي، نقلت صحيفة نيو ستريتس تايمز (المملوكة للمنظمة الوطنية الملايوية المتحدة، أو ما تُعرف اختصارًا باسم أمنو، والتي تقود حزب باريسان ناسيونال) عن أستاذ من جامعة ماليزيا الوطنية، قوله الذي يفيد أن مثل هذه الانتخابات لن تعود، لأن «صانعي السياسات يعرفون، من واقع التجربة في جميع أنحاء العالم، أن المعارضة تميل إلى السيطرة على هذه المجالس كجزء من رغبة جمهور الناخبين في إقامة الضوابط والتوازنات». ذكر الأستاذ الجامعي أيضًا أنه سيكون من الصعب، بسبب التغييرات الدستورية المطلوبة، تمرير مثل هذه التعديلات في البرلمان. نقل العمود أيضًا عن أعضاء وزارة حكومية قولهم بأن «إجراء الانتخابات شأن مكلف».
بداية من عام 2008، فكرت حكومات الولايات التي يسيطر عليها حزب باكاتان راكيات في تنفيذ انتخابات الحكومة المحلية في ولاياتها. غير أن ذلك لم يُنفذ بسبب الدستور الاتحادي الذي يحظر تنفيذه. بعد فوز باكاتان هارابان بالانتخابات العامة الماليزية لعام 2018 بدأت الحكومة الجديدة عملية النظر في الانتخابات المحلية وإعادة إجرائها بعد 55 عامًا، مع إجراء جولة تجريبية في عام 2019 في مدن مختارة.